# Tetsuya Kinoshita
Tetsuya Kinoshita (木下哲哉, Kinoshita Tetsuya) est un producteur de série d'animation japonaise. Il a été producteur au sein du studio Production I.G et est désormais producteur pour Pony Canyon, bien qu'il soit encore souvent responsable de la production des séries de Production I.G.

## Production

### Production I.G
- 2001 : Vampian Kids
- 2003 : Kill Bill (anime)
- 2004 : Ghost in the Shell 2: Innocence
- 2004 : Otogi zoshi

### Pony Canyon
- 2006 : Princess Princess
- 2007 : Shinkyoku Sōkai Polyphonica
- 2007 : Ghost Hound
- 2008 : L'Habitant de l'infini
- 2008 : Sengoku Basara
- 2009 : Miyamoto Musashi: Soken ni haseru yume
- 2010 : Konchū tantei Yoshida Yoshimi
- 2010 : Sengoku Basara 2
- 2010 : 28 1/2 mousou no kyojin
- 2011 : Sengoku Otome: Momoiro Paradox
- 2011 : Sengoku Basara: The Last Party
- 2012 : Shin sekai yori
- 2013 : L'Attaque des Titans
- 2014 : Z/X Ignition
- 2014 : Yūki Yūna wa Yūsha de Aru